# Playa Forti
Playa Forti (Playa Fuerte) Es una playa en la isla caribeña de Curazao, situada cerca de la localidad de Westpunt en el noroeste de la isla. Es una playa de arena con pequeñas piedras. Hay un bar y un restaurante. Cerca del restaurante, hay un lugar donde se puede hacer un salto de 10 metros desde un acantilado en el mar. La canción "Vamos a saltar en Playa Forti" (holandés: Bij Playa Forti gaan we springen) figura en una canción del rapero holandés Brainpower.